# Кидония (Марс)
Вижте пояснителната страница за други значения на Кидония.
Кидония (Cydonia Mensae) е област върху повърхността на планетата Марс, наречена на историческия град-държава Кидония на остров Крит. Намира се в северното полукълбо на планетата, в преходна зона между гъсто покритите с кратери южни региони и относително гладките равнини на север. Някои планетолози вярват, че северните равнини може някога са били океанско дъно, а Кидония може да е била брегова зона (въпреки че това все още е несигурно). Кидония е покрита с многобройни скални образувания, някои от които са привлекли вниманието на учени и медии.

## „Лицето на Марс“
През 1970-те години НАСА изпраща към Марс две космически сонди по програмата Викинг. В процеса на заснемане на повърхността на планетата орбиталните апарати на сондите Викинг 1 и Викинг 2 предават на Земята осемнадесет снимки на Кидония. От тях седем имат разделителна способност по-добра от 250 m/пиксел, а останалите единадесет са с разделителни способности по-лоши от 550 m/пиксел и са практически безполезни за изучаването на особеностите на релефа. От седемте добри снимки две двойки са почти еднакви, тъй като са много близки по време на заснемане и светлинни условия, което намалява броя на различимите изображения на пет. Номерата, под които тези снимки са публикувани на CD-ROM-а Mission to Mars: Viking Orbiter Images of Mars, са: 35A72 (VO-1010), 70A13 (VO-1011), 561A25 (VO-1021), 673B56 & 673B54 (VO-1063), and 753A33 & 753A34 (VO-1028).
На една от снимките, заснета от Викинг 1 на 25 юли 1976 година, едно от скалните образувания в Кидония, разположено на 40,75° северна ширина и 9,46° западна дължина, носи голяма прилика с човешко лице. Същата прилика, макар и не толкова голяма, се забелязва и при друго изображение, 70A13, направено 35 орбити на апарата Викинг 1 по-късно, когато слънчевата светлина идва под различен ъгъл от този на снимка 35A72.
Първата снимка е публикувана в съобщение за пресата P-17384 на 31 юли същата година, което описва образуванието като „огромната скална формация в центъра, която напомня на човешка глава“ и приликата е обяснена със сенки, създаващи илюзията за очи, нос и уста.
Съществуването на обект на Марс който изглежда като човешко лице скоро привлича внимание на личности и организации, интересуващи се от извънземен интелект и възможните му посещения на Земята, и публикации за снимките в този контекст се появяват през 1977 година. Явлението бива наречено „лицето на Марс“ (the Face on Mars, като в случая предлога on означава „върху“ и за разлика от българското „на“ не предполага притежание). Някои от коментаторите, най-знаменателният сред които е Ричард Хоагланд, вярват, че „лицето“ е свидетелство за съществуването на отдавна изчезнала марсианска цивилизация, заедно с други форми на релефа в района, които смятат за пирамиди, руини на град и други. Фотографският анализ на първоначалните снимки кара някои изследователи да изкажат предположението, че чертите на „лицето“ може и да не са случайно последствие от условията на наблюдение.
Повече от 20 години след като са заснети снимките от Викинг 1, поредица от космически апарати посещават Марс и събират нови данни за областта Кидония. Тези апарати включват Марс Глобъл Сървейър (1997-2006) и Марс Риконъсънс Орбитър (2006-) на НАСА и Марс Експрес (2003-) на Европейската космическа агенция. Предлаганата от тези сонди разделителна способност е в рязък контраст с относително ниската такава на снимките на Викинг. Например, изображенията от Марс Експрес са с разделителна способност не по-лоша от 14 m/пиксел. Чрез комбинирането на данни от Стереоскопичната камера с висока разделителна способност (High Resolution Stereo Camera, HRSC) на Марс Експрес и камерата на орбиталния апарат на Марс Глобъл Сървейър (Mars Orbiter Camera, MOC) бива създаден дори триизмерен модел на хълма, представляващ „лицето на Марс“.
Днес, „лицето“ се счита за оптическа илюзия, пример за парейдолия. След анализ на данните с висока разделителна способност от Mars Global Surveyor НАСА заключава, че „подробен анализ на множество изображения на тази форма разикрива естествено изглеждащ марсиански хълм, чието илюзорно подобие на лице зависи от ъгъла на наблюдение и ъгъла на осветление.“ Подобни илюзии могат да бъдат намерени и в геологията на Земята; известни примери са Old Man of the Mountain и Badlands Guardian, който напомня човешка глава с индианско украшение от пера.
Освен в спекулации относно възможния им изкуствен произход, Кидония и „Лицето на Марс“ често се появяват и в масовата култура, включително в игрални филми, телевизионни сериали, компютърни игри, комикси и дори в популярната музика. Астрономът Карл Сейгън критикува голяма част от спекулациите за „лицето“ в едноименната глава от книгата си The Demon-Haunted World.

### Астрономически
- Снимки на Кидония с висока разделителна способност от Марс Експрес
- Астрономическа снимка на деня за 25 септември 2006 г.
- Астрономическа снимка на деня за 26 септември 2006 г.
- Cydonia Mensae в Google Mars
- Интерактивен триизмерен модел на „лицето на Марс“ в сайта на MarsQuest Online.
- Точното положение на „лицето“ в Geody с връзки към външи програми, включително NASA World Wind

### „Лицето на Марс“ като обект от изкуствен произход
- ((en)) The Enterprise Mission, официален сайт на Ричард Хоаглънд
- ((en)) The Hidden Records Архив на оригинала от 2008-03-24 в Wayback Machine., официален сайт на книга на Уейн Хършел
- ((en)) Статия за „лицето на Марс“ в Skeptic's Dictionary
- ((en)) Richard Hoagland's Nonsense, обсъждане на твърденията на Хоагланд на сайта BadAstronomy.com

|  | Тази страница частично или изцяло представлява превод на страницата Cydonia Mensae в Уикипедия на английски. Оригиналният текст, както и този превод, са защитени от Лиценза „Криейтив Комънс – Признание – Споделяне на споделеното“, а за съдържание, създадено преди юни 2009 година – от Лиценза за свободна документация на ГНУ. Прегледайте историята на редакциите на оригиналната страница, както и на преводната страница, за да видите списъка на съавторите. ВАЖНО: Този шаблон се отнася единствено до авторските права върху съдържанието на статията. Добавянето му не отменя изискването да се посочват конкретни източници на твърденията, които да бъдат благонадеждни. |